# Хант, Гарольд
Гарольд Лафайет Хант (англ. Haroldson Lafayette Hunt, Jr.; 17 февраля 1889, штат Иллинойс — 29 ноября 1974, Даллас, штат Техас) — американский нефтяной магнат, миллиардер.

## Биография
После смерти отца в 1911 году получил от него в наследство 6 тыс. долларов. В молодости являлся профессиональным игроком в покер. В 1934 году основал компанию «Hunt Oil». В годы Второй мировой войны являлся противником союза США с СССР, «открыто призывал в прессе к перемирию с Германией».
Способствовал политической карьере Джозефа Маккарти.
В 1948 году пресса объявила его самым богатым человеком в США.
Начиная с 1950-х годов, Г. Хант активно участвовал в политической жизни США. Сам он придерживался ультраправых взглядов.
Являлся членом Общества Джона Бёрча. Г. Хант имел тесные дружеские связи с директором ФБР Джоном Эдгаром Гувером.
В. Зорин утверждал, что Г. Хант являлся основным лоббистом принятой в 1951 году 22-й поправки к Конституции США.
В 1951 году он инициировал избирательную кампанию Дугласа Макартура для президентских выборов 1952 года.
В 1957 году развёлся и женился на молодой девушке, которая пела в баптистском хоре.
Финансировал политическую карьеру Линдона Джонсона. К выборам 1960 года Хант способствовал попытке выдвижения Джонсона в кандидаты в президенты США, а после неудачи — его выдвижению кандидатом в вице-президенты США в паре с Джоном Кеннеди.
Некоторые считают его причастным к убийству Джона Кеннеди. В 1963 году президент Кеннеди якобы заявил, что Гарольд Хант предстанет перед судом по обвинению в уклонении от уплаты налогов.
На президентских выборах 1964 года поддерживал кандидатуру Барри Голдуотера.
На выборах 1968 и 1972 гг. поддерживал независимого кандидата, губернатора Алабамы и сторонника расовой сегрегации Джорджа Уоллеса.
На выборах 1972 года Ричард Никсон указывал главному финансисту своего избирательного штаба о пожертвованиях на свою избирательную кампанию, чтобы тот ни при каких обстоятельствах не брал денег от Г. Ханта.
К моменту смерти Ханта в ноябре 1974 года его состояние оценивалось в 2—3 млрд $.
Похоронен в Далласе на мемориальном кладбище парка Спаркман-Хиллкрест.
Гарольд Хант был три раза женат и имел 15 детей.